# Certhia manipurensis
A Certhia manipurensis a verébalakúak (Passeriformes) rendjébe, ezen belül a fakuszfélék (Certhiidae) családjába tartozó faj.

## Rendszerezése
A fajt Allan Octavian Hume skót ornitológus írta le 1881-ben.

## Alfajai
- Certhia manipurensis laotiana Delacour, 1951
- Certhia manipurensis manipurensis Hume, 1881
- Certhia manipurensis meridionalis Robinson & Kloss, 1919
- Certhia manipurensis shanensis E. C. S. Baker, 1930[2]

## Előfordulása
Délnyugat-Ázsiában, India, Laosz, Mianmar, Thaiföld és Vietnám területén honos. A természetes élőhelye a szubtrópusi vagy trópusi hegyi esőerdők. Nem megfelelő körülmények miatt, alacsonyabbra vonul.

## Megjelenése
Testhossza 14 centiméter, testtömege 9-11 gramm.